# Ancova
Ancova is een geslacht van vlinders van de familie snuitmotten (Pyralidae), uit de onderfamilie Phycitinae.

## Soorten
- A. endoleucella Hampson, 1901
- A. flavicollarella Hampson, 1899
- A. meridionalis Walker, 1863